# Windows Boot Manager

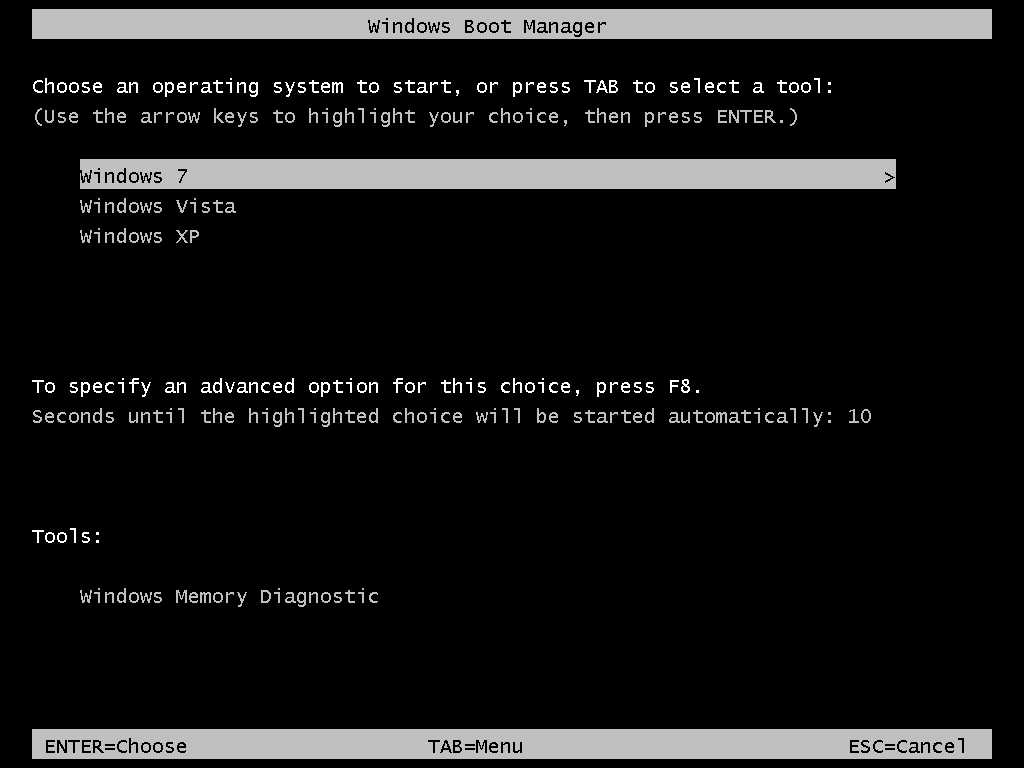
Windows Boot Manager con 3 versioni di Windows avviabili

Windows boot manager è il gestore di avvio delle versioni di Windows da Windows Vista e da Windows Server 2008 a seguire.
Il gestore è un piccolo eseguibile (il nome del file è bootmgr) caricato dall'istruzione contenuta nel settore di avvio (dell'unità) la cui locazione dipende dalla configurazione di sistema (Uefi/GPT o Bios/MBR).
Bootmgr, qualora il boot configuration data (BCD) lo preveda, carica winload.exe, il boot loader di queste versioni di Windows che proseguirà il processo di avvio. Il BCD sostituisce il file "boot.ini" delle precedenti versioni di Windows e si trova nel percorso \boot\bcd del volume di sistema (configurazione Bios/MBR) o in EFI\Microsoft\Boot\bcd (configurazione Uefi/GPT). Questo file è il database che contiene tutte le istruzioni di avvio specifiche per ogni bootloader controllato da Windows boot manager.
Fisicamente, bootmgr è un file nascosto contenuto nella cartella Microsoft\boot della partizione Efi (configurazione Uefi/GPT). Se invece Windows è installato con configurazione Bios/MBR allora bootmgr risiede in una posizione specifica della partizione avviabile (PBR).